# George Francis Milne
George Francis Milne, 1:e baron Milne, född 5 november 1866, död 23 mars 1948, var en brittisk fältmarskalk. Han ledde Salonika armén under första världskriget och deltog även i andra boerkriget 1899-1902
Han blev 1928 fältmarskalk i den brittiska armén. Han var även generalstabschef (CIGS) i den brittiska armén 1926-1933.